# Auguste Sabatier
Louis Auguste Sabatier (født 22. oktober 1839 i Vallon i departement Ardèche, død 12. april 1901 i Paris) var en fransk reformert teolog og journalist.
Sabatier studerede teologi i Montauban og ved tyske universiteter. I 1864 blev han præst i Aubenas, 1868 professor i dogmatik i Strasbourg, som han forlod, da det var blevet tysk. I 1877 blev han professor ved det protestantiske teologiske fakultet i Paris, der var blevet oprettet ved Sorbonne som erstatning for det opløste franske fakultet i Strasbourg. Sabatier fulgte som teolog videnskabens metode uden ængstelse. For ham var den kristne tro den ved Kristi person og ånd skabte indre tilstand, som viser sig i det ydmyge og tillidsfulde forhold til den himmelske Fader. Alt andet er ydre ting, og derfor foranderligt. Sabatiers hovedværk er Esquisse d'une philosophie de la religion d'après la psychologie et l'histoire (1897, 8. oplag 1910, oversat på svensk af Nathan Söderblom: "Utkast till en religionsfilosofi efter psykologien och historien"). Både som professor og som direktør for den religionshistoriske afdeling af École pratique des hautes études udøvede han stor indflydelse på åndslivet i og uden for Frankrig. Der foreligger en rig teologisk og filosofisk litteratur fra hans hånd fra Essai sur les sources de la vie de Jésus (1866) til det efter hans død udgivne værk Les religions d'autorité et la religion de l'Esprit (1903). Sabatier var en tid hovedredaktør af Temps og udøvede en betydelig journalistisk virksomhed: frugter heraf er hans Lettres du dimanche (1900), der oprindelig var offentliggjorte i Journal de Genève.